# نرگس اوزتورک
نرگس اوزتورک (انگلیسی: Nergis Öztürk؛ زادهٔ ۲۵ مهٔ ۱۹۸۰) بازیگر اهل ترکیه است.
از فیلم‌ها یا برنامه‌های تلویزیونی که وی در آن نقش داشته‌است می‌توان به رشک اشاره کرد.